# AB航空

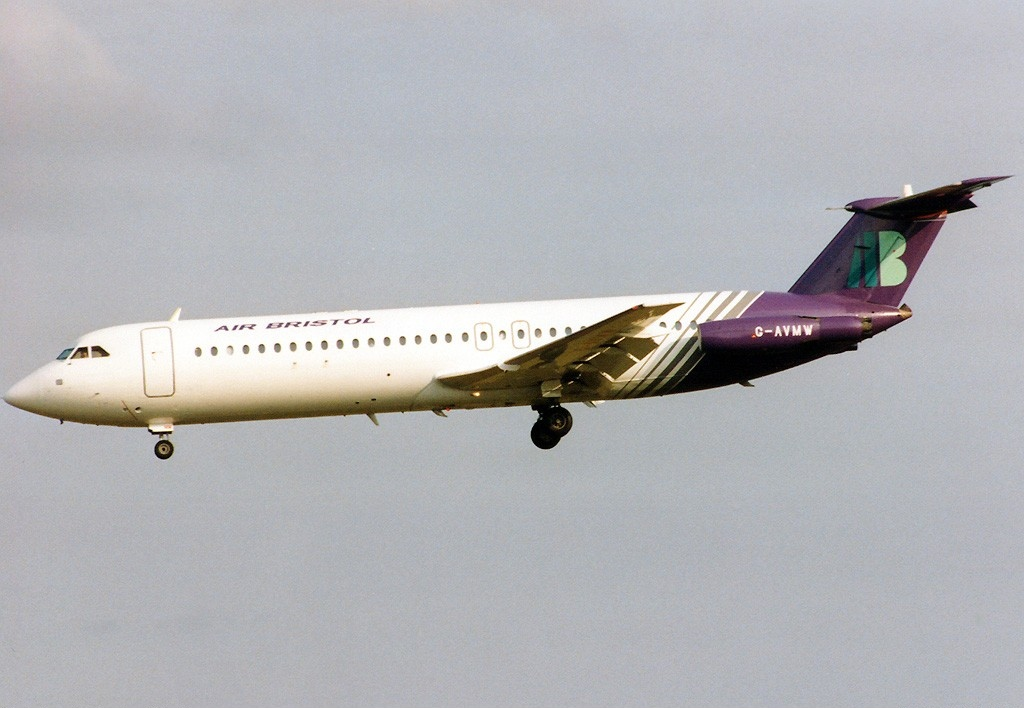
1994年，一架布里斯托尔航空公司的BAC 1-11降落在英格兰伦敦斯坦斯特德机场

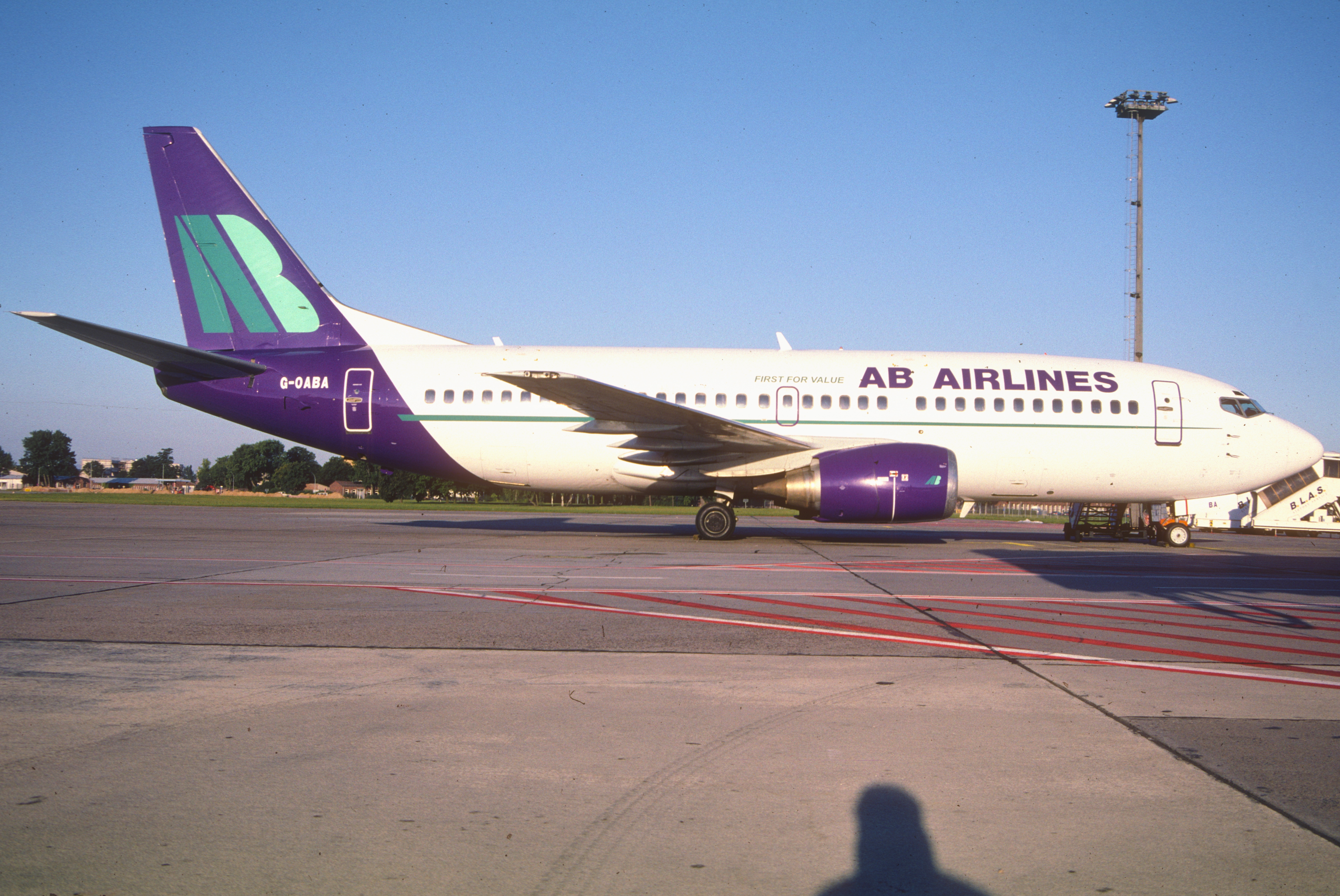
1998年，AB航空的一架波音737-300停在德国柏林舍内费尔德机场

AB航空（英語：AB Airlines）是总部位于伦敦埃塞克斯郡阿特爾斯福德伦敦斯坦斯特德机场的一间航空公司。AB航空是英格兰最早的“低成本航空公司”之一，早于易捷、瑞安和Go Fly等航空公司。它由布赖蒙航空前高管于 1993年创建。 AB航空旧名布里斯托尔航空（英語：Air Bristol）。最初，该航空公司将自己定位为贝尔法斯特的航司，以与该公司经营的贝尔法斯特国际机场和伦敦斯坦斯特德之间的主要航线相匹配。飞机和机组人员驻扎在贝尔法斯特国际机场、伦敦斯坦斯特德机场和布里斯托菲尔顿机场。1994年在香农机场加开基地，运营飞往盖特威克机场的航班。该基地名唤AB香农（英語：AB Shannon）。
由于布里斯托尔航空的航线网已不再局限于香农机场，故在伦敦盖特威克机场加设基地后更名为“AB航空”。它主要提供从盖特威场到香农、里斯本和柏林舍内费尔德的定期航班以及从伦敦斯坦斯特德/伯明翰机场到香农的定期航班。它还提供飞往欧洲度假胜地的包机服务。
在遭受重大财务损失、大量航班延误以及公司重大重组后，AB航空公司于1999年8月停运。A原B航空运营的伦敦盖特威克机场到法国尼斯/爱尔兰香农的剩余定期航班改由英国航空执飞。
AB航空公司董事长布赖恩比尔后来又创办了Fly Europa低成本航空公司。

## 机队
AB航空公司机队由波音737-300 、一架波音737-400和BAC 1-11组成。 1998年5月，波音宣布AB航空订购了6架波音737-700飞机，成为欧洲第一家订购B737-700的航空公司。然而，由于AB航空因财务问题破产，计划搁浅，余下航线落入英国航空之手。
| 机型           | 飞机总量 | 服役时间  |
| -------------- | -------- | --------- |
| BAC 1-11 500系 | 6        | 1993-1999 |
| 波音737-300    | 2        | 1998-1999 |
| 波音737-400    | 1        | 1998-1998 |